# Каннский кинофестиваль 1982
35-й Каннский кинофестиваль 1982 года, проходивший с 14 по 26 мая в Каннах, Франция. Фестиваль последний раз проходит в старом дворце.

## Жюри
- Джорджо Стрелер, театральный режиссёр ( Италия) — председатель
- Жан-Жак Анно, кинорежиссёр и сценарист ( Франция)
- Сузо Чекки д’Амико, киносценарист ( Италия)
- Джеральдин Чаплин, актриса ( США)
- Габриэль Гарсия Маркес, писатель ( Колумбия)
- Флориан Хопф, актёр ( ФРГ)
- Сидни Люмет, кинорежиссёр ( США)
- Мринал Сен, кинорежиссёр и сценарист ( Индия)
- Клод Сол ( Франция)
- Рене Тевене, продюсер ( Франция)

## Фильмы в конкурсной программе
| Победители выделены отдельным цветом. |

| Название                        | Оригинальное название         | Режиссёр                  | Страна               |
| ------------------------------- | ----------------------------- | ------------------------- | -------------------- |
| Во всю прыть                    | À toute allure                | Уильям Черино             | Франция              |
| Глядя друг на друга             | Egymásra nézve                | Карой Макк                | Венгрия              |
| Госпиталь «Британия»            | Britannia Hospital            | Линдсей Андерсон          | Великобритания       |
| Сесилия                         | Cecilia                       | Умберто Солас             | Куба                 |
| День идиотов                    | Tag der Idioten               | Вернер Шрётер             | ФРГ                  |
| Фицкарральдо                    | Fitzcarraldo                  | Вернер Херцог             | ФРГ, Перу            |
| Хэммет                          | Hammett                       | Вим Вендерс               | США                  |
| Идентификация женщины           | Identificazione Di Una Donna  | Микеланджело Антониони    | Италия, Франция      |
| Остров влюбленных               | 恋の浮島                      | Паулу Роша                | Япония, Португалия   |
| Приглашение в путешествие       | Invitation au voyage          | Питер Дель Монте          | Франция, Италия, ФРГ |
| Пропавший без вести             | Missing                       | Коста-Гаврас              | США                  |
| Лунное сияние                   | Moonlighting                  | Ежи Сколимовский          | Великобритания       |
| Ночь святого Лоренцо            | La Notte Di San Lorenzo       | Братья Тавиани            | Италия               |
| Страсть                         | Passion                       | Жан-Люк Годар             | Франция, Швейцария   |
| Возвращение солдата             | The Return of the Soldier     | Алан Бриджес              | Великобритания       |
| Песчаный ветер                  | Vent de sable'                | Мохаммед Лахдар-Хамина    | Алжир                |
| Как аукнется, так и откликнется | Shoot the Moon                | Алан Паркер               | США                  |
| Осколки                         | Smithereens                   | Сьюзен Сайделман          | США                  |
| Милое расследование о насилии   | Douce enquête sur la violence | Жерар Герин               | Франция              |
| Новый мир                       | Il Mondo Nuovo                | Этторе Скола              | Италия, Франция      |
| Правдивая история Ах Кью        | 阿Ｑ正传                      | Фан Чен                   | Китай                |
| Дорога                          | Yol                           | Йылмаз Гюней, Шериф Гёрен | Турция               |

## Особый взгляд
| Русское название              | Оригинальное название              | Режиссёр              | Страна         |
| ----------------------------- | ---------------------------------- | --------------------- | -------------- |
| Элиа Казан: Аутсайдер         | Elia Kazan Outsider                | Энни Тресгот          | Франция        |
| Крысоловка                    | Elippathayam                       | Адур Гопалакришнан    | Индия          |
| Пять и кожа                   | Cinq et la peau                    | Пьер Риссьен          | Франция        |
| Forty Deuce                   | Forty Deuce                        | Пол Моррисси          | США            |
| Девичьи слёзы                 | O lacrimă de fată                  | Иосиф Демиан          | Румыния        |
| Внутренности сердца           | Das Tripas Coração                 | Ана Каролина          | Бразилия       |
| Письмо Фредди Бюашу           | Lettre à Freddy Buache             | Жан-Люк Годар         | Франция        |
| Маленькие войны               | Les petites guerres, حروب صغيرة    | Марун Багдади         | Франция, Ливан |
| Обезьянья хватка              | Monkey Grip                        | Кен Камерон           | Австралия      |
| Роза                          | Roza                               | Христофорос Христофис | Греция         |
| До встречи на следующей войне | Nasvidenje v naslednji vojni       | Живоин Павлович       | Югославия      |
| Древо познания                | Kundskabens træ                    | Нильс Мальмрос        | Дания          |
| Ветер                         | Finye                              | Сулейман Сиссе        | Мали           |
| Дождливый день в Нью-Йорке    | Une villa aux environs de New York | Бенуа Жако            | Франция        |

## Фильмы вне конкурсной программы
- Хронополис
- Калейдоскоп ужасов
- Инопланетянин
- Тайна Пикассо
- Парсифаль
- Стена
- Bonjour Mr. Lewis
- Brel
- Intolerance

## Короткометражные фильмы
- Бумеранг
- Мяу
- Мерлин или золотой курс
- Без предупреждения
- Бакалея Тэда Барилука
- The Cooler
- Elsa
- Szarnyaslenyek boltja

## Награды
- Золотая пальмовая ветвь:
  - Пропавший без вести, режиссёр Коста-Гаврас
  - Дорога, режиссёр Шериф Гёрен и Йылмаз Гюней
- Гран-при: Ночь Святого Лаврентия, режиссёры Паоло Тавиани и Витторио Тавиани
- Приз за лучшую мужскую роль: Джек Леммон - Пропавший без вести
- Приз за лучшую женскую роль: Ядвига Янковска-Чесьляк - Глядя друг на друга
- Приз за лучшую режиссуру: Вернер Херцог - Фицкарральдо
- Приз за лучший сценарий: Ежи Сколимовский - Лунный свет
- Приз за художественный вклад: Брюно Нюйттен - Приглашение в путешествие
- Технический гран-при: Рауль Кутар - Страсть
- Юбилейная премия в честь 35-летия Каннского фестиваля: Идентификация женщины, режиссёр Микеланджело Антониони
- Золотая камера: Умереть в 30 лет, режиссёр Ромейн Гупил
- Золотая пальмовая ветвь за короткометражный фильм: Мерлин или золотой курс, режиссёр Артюр Жоффе
- Приз жюри за короткометражный фильм: Мяу, режиссёр Marcos Magalhães
- Приз международной ассоциации кинокритиков (ФИПРЕССИ):
  - Les fleurs sauvages
  - Глядя друг на друга
  - Дорога
- Приз экуменического (христианского) жюри: Ночь Святого Лаврентия, режиссёры Паоло Тавиани и Витторио Тавиани
- Приз экуменического (христианского) жюри - особое упоминание:
  - Дорога
  - Тень земли
- Приз молодёжного жюри:
  - Приз молодёжного жюри (иностранное кино): Время останавливается, режиссёр Петер Готар
  - Приз молодёжного жюри (французское кино): Умереть в 30 лет, режиссёр Ромейн Гупил